# Red Blooded Woman
Red Blooded Woman – singiel australijskiej piosenkarki Kylie Minogue z albumu Body Language (2003). Utwór napisali Karen Poole i Johnny Douglas.

## Listy utworów i formaty
| CD1 Single 1. "Red Blooded Woman" — 4:18 2. "Almost a Lover" — 3:40 CD2 Single 1. "Red Blooded Woman" — 4:18 2. "Cruise Control" (Album Version) — 3:57 3. "Slow" (Chemical Brothers remix) — 7:03 4. "Red Blooded Woman" music video Vinyl single 1. "Red Blooded Woman" (Whitey mix) — 5:20 2. "Slow" (Chemical Brothers remix) — 7:03 3. "Red Blooded Woman" (Narcotic Thrust mix) — 7:10 | Australian CD single 1. "Red Blooded Woman" — 4:18 2. "Cruise Control" (Single version) — 4:55 3. "Almost a Lover" — 3:40 4. "Slow" (Chemical Brothers remix) — 7:03 5. "Red Blooded Woman" (Whitey mix) — 5:20 6. "Red Blooded Woman" music video |

## Wyniki na Listach Przebojów
| Lista (2004)                             | Pozycja na liście |
| ---------------------------------------- | ----------------- |
| Argentinian Singles Chart                | 3                 |
| Australian ARIA Singles Chart            | 4                 |
| Austrian Singles Chart                   | 23                |
| Chilean Singles Chart                    | 4                 |
| Denmark Singles Chart                    | 10                |
| Denmark Airplay Chart                    | 6                 |
| Dutch Singles Chart                      | 16                |
| Estonia Singles Chart                    | 1                 |
| Finnish Singles Chart                    | 12                |
| French Singles Chart                     | 33                |
| German Singles Chart                     | 16                |
| Greece Singles Chart                     | 14                |
| Hong Kong Singles Chart                  | 1                 |
| Irish Singles Chart                      | 9                 |
| Israeli Singles Chart                    | 1                 |
| Italian Singles Chart                    | 10                |
| Macedonian Singles Chart                 | 1                 |
| Mexican Singles Chart                    | 18                |
| New Zealand Singles Chart                | 19                |
| Romanian Top 100                         | 1                 |
| Russian Singles Chart                    | 1                 |
| South African Singles Chart              | 1                 |
| Spanish Singles Chart                    | 8                 |
| Swedish Singles Chart                    | 28                |
| Swiss Singles Chart                      | 15                |
| UK Singles Chart                         | 5                 |
| U.S. Billboard Hot Dance Airplay Chart   | 1                 |
| U.S. Billboard Hot Dance/Club Play chart | 24                |
| Eurochart Hot 100                        | 8                 |
| United World Chart                       | 5                 |